# Badr (Saudi-Arabien)
Badr (arabisch بَـدْر, DMG Badr oder auch بدر حنین Badr Ḥunayn) ist eine Stadt in Saudi-Arabien. Bekannt ist sie aufgrund der Schlacht zwischen Muhammad und den polytheistischen Mekkanern, die sich dort im Jahr 624 zutrug.

## Name und Geschichte
Badr leitet sich von Badr b. Yakhlud ab, dem Namen eines Verwandten des arabischen Stamms der Kināna, der dort den ersten Brunnen gegraben haben soll. Der Name Badr wiederum ist ein arabischer, männlicher Vorname mit der Bedeutung „Vollmond“. Zur Zeit Muhammads befand sich an diesem Ort lediglich eine kleine Landgemeinde (qarya), die an der Abzweigung der Handelsroute nach Südsyrien lag und als Herberge (manzil) für reisende Kaufleute und andere Reisende genutzt wurde. Diese Nutzung wurde auch später noch beibehalten; so berichtet der Geograph al-Muqaddasī, dass während der Fatimidenherrschaft gegen Ende des 10. Jahrhunderts zahlreiche Moscheen und andere Gebäude in Badr erbaut wurden.
Die zahlreichen muslimischen Quellen deuten darauf hin, dass diese Erweiterungen der Infrastruktur der Ortschaft nicht nur auf ihrer Rolle als Anlaufpunkt für Handelsreisende beruhte, sondern auch auf der Rolle als sicherer Ort für Pilger aus Nordafrika, Ägypten und Syrien. Al-Zuhrī berichtet, dass in Badr einmal jährlich ein Jahrmarkt stattgefunden habe. Die Bewohner der angrenzenden Gebiete versammelten sich im Monat Dhū l-Qaʿda für eine Woche, um Waren zu kaufen und zu verkaufen. Der Markt von Badr entsprach damals den Suqs der arabischen Stämme in vorislamischer Zeit. Al-Hamdānȋ, ein aus dem Yemen stammender Historiker und Geograph, listet den Suq von Badr unter den elf herausragendsten Suqs im mittelalterlichen Arabien.

### Schlacht von Badr
Die Schlacht von Badr (غزوة بدر / ghazwat Badr) im Jahr 624 stellte einen Wendepunkt in der islamischen Geschichte da, ihr Ausgang führte dazu, dass die  Quraish fortan die Küstenroute nach Syrien nehmen mussten, vorbei an der muslimischen Basis von Medina; er stellte für die Muslime auch einen religiösen Sieg dar, daher auch der Name Badr al-Furqān, oder Yawm al-Furqān, an dem, so die islamische Sichtweise, Gott eine Unterscheidung zwischen dem Guten und dem Bösen gesetzt und die Gerechtigkeit wiederhergestellt habe, nach den vorher geschehenen, durch die Mekkaner verübten Ungerechtigkeiten. Für nähere Details zur Schlacht, deren Verlauf und Ausgang siehe den oben verlinkten Hauptartikel.

#### Vorkommen im Koran
Der Name Badr wird im Koran in der Sure Āl ʿImrān, Aya 123 erwähnt:

„Gott hat euch doch in Badr unterstützt, als ihr unterlegen waret: So fürchtet Gott auf daß ihr dankbar werdet“

Khoury kommentierte zu der genannten Aya: Die Unterlegenheit der Muslime war zu Badr eindeutig: Sie zählten ein wenig mehr als 300 Mann, während die Mekkaner über eine Armee von 1000 Mann, 100 Pferde und viele Waffen verfügten.

## Geographie
Die Stadt befindet sich etwa 150 Kilometer südwestlich von Medina und etwa 50 Kilometer landeinwärts vom Roten Meer. Sie liegt auf einer rechteckigen, etwa 8 Kilometer langen und 4 Kilometer breiten, fruchtbaren Ebene, umgeben vom steilen Hügen und Sanddünen, und verfügt über zahlreiche Frischwasserquellen, die den Anbau von Palmen sowie Früchten, unter anderem Bananen und Weintrauben, auf ausgedehnten Agrarflächen erlauben.